# Datación absoluta
La datación absoluta es un conjunto de técnicas de datación. Algunas de estas técnicas permiten calcular desde unos cientos de años de antigüedad a varios miles (muy útiles, por tanto, para ser aplicadas a objetos o restos arqueológicos), mientras que otras son capaces de calcular antigüedades de cientos de millones de años, permitiendo de este modo el cálculo de la edad de rocas, minerales o fósiles. Para tal fin se recurre a diversas propiedades físicas de los elementos sometidos a datación, siendo las más comunes la datación por radioisótopos, la termoluminiscencia o el paleomagnetismo.
La datación absoluta se opone a la datación relativa, en la que no hay un referente absoluto como criterio de datación.

## Datación radiométrica
La datación radiométrica es un procedimiento técnico empleado para determinar la edad absoluta de rocas, minerales y restos orgánicos (paleontológicos). El método se basa en las proporciones de un isótopo «padre» y de uno o más descendientes de los que se conoce su semivida o período de semidesintegración, contenidos en la muestra que se va a estudiar. Los isótopos propicios para analizar dependen del tipo de muestra y de la presunta antigüedad de los restos que se quieran datar. Ejemplos de estas técnicas son: K/Ar, U/Pb, Rb/Sr, Sm/Nd, etcétera.

### Datación por carbono-14
Esta técnica se fundamenta en la relación constante que existe en los organismos vivos entre los isótopos del carbono C-12 y C-14, la cual es la misma que la que existe en la naturaleza, debido a que los seres vivos se encuentran en continuo proceso de formación, y por tanto las nuevas moléculas que fijan el carbono atmosférico en un organismo tienen la misma relación isotópica que el carbono libre en la atmósfera. Cuando un organismo muere esta relación cambia, pues el isótopo C-14 es inestable y se descompone radiactivamente con el tiempo. De esta forma, como conocemos experimentalmente la velocidad a la que se produce este proceso de descomposición radiactiva, podemos calcular cuánto tiempo hace desde que se produjo la muerte del organismo que estamos datando a partir de la diferencia que existe entre la relación C-12/C-14 medida en la muestra y la relación ambiental.
Esta técnica, por lo tanto, será de aplicación allí donde se encuentren restos de materia orgánica que o bien sean un resto arqueológico en sí mismos, como por ejemplo los restos humanos en un enterramiento, o bien contextualmente puedan asociarse como contemporáneos a un resto arqueológico. Siempre hay que tener en cuenta que lo que se data mediante esta técnica es la fecha en la que se produjo la muerte del organismo, no la fecha en la que se produjo el hecho histórico; es decir, se data cuándo se cortó la madera con la que se construyó una tumba, no cuándo se realizó el enterramiento. El límite máximo de datación por este método es de unos 60.000 años.

### Datación potasio-argón
La datación potasio-argón o 40K/40Ar es un método de datación radiométrica, surgido en la década de 1960, utilizado en geología y arqueología para datar rocas o cenizas volcánicas. 
Se basa en el principio de la desintegración radiactiva, en el cual el isótopo radiactivo potasio-40 (40K) presente en las rocas volcánicas se desintegra a un ritmo conocido en el gas inerte argón-40 (40Ar), en un proceso que transcurre en un número determinado de años (1,277 X 109) durante los que el gas se va concentrando en los cristales de la roca. Aprovechando este ritmo y vida media conocidas, el método se presta datar muestras desde 10 000 hasta varios miles de millones años, donde el límite para las muestras más jóvenes se ha establecido para controlar el error de medición por incorporaciones de argón desde la atmósfera.

## Datación por termoluminiscencia
Se conoce como datación por termoluminiscencia la capacidad que tienen algunos minerales como el cuarzo y los feldespatos para emitir luz cuando son calentados. El origen de esta emisión es la imperfección de su estructura cristalina, que provoca que algunos electrones libres se sitúen en niveles energéticos superiores a su nivel fundamental. Cuando se produce un aporte de calor, parte de la energía se transmite a estos electrones, los cuales, si se supera un límite de energía pueden escaparse de la <<trampa>> estructural en la que se encontraban y descender a su nivel de energía más bajo o fundamental, emitiendo en ese momento la energía sobrante en modo de luz (la termoluminiscencia). 
El cómo llegaron a situarse los electrones en dichos estados energéticos  buenos o malos, anómalos o trampas es mediante la absorción de la energía procedente de la radiación ambiental. Cuando la radiactividad natural presente en el ambiente – la procedente de los isótopos radiactivos naturales, como por ejemplo los del potasio (el isótopo radiactivo K-40) - incide sobre una estructura cristalina, puede provocar que un electrón libre absorba la energía incidente aumentando su nivel energético, y antes de retornar a su nivel fundamental quede atrapado en las trampas cristalinas. Cuanto mayor sea la radiación que se reciba, mayor será el número de electrones atrapados y mayor será la luz que se emita cuando dicho material se caliente.
Vemos, por tanto, que la cantidad de luz que se emite en el momento del calentamiento dependerá del tiempo que dicho material haya estado recibiendo radiación ambiental. Para que esta propiedad física tenga utilidad en datación arqueológica, se necesita, sin embargo, una <<puesta a cero>> de los electrones, un calentamiento previo al momento en el que el resto arqueológico quedó enterrado, pues de lo contrario estaríamos midiendo la edad del mineral, pero no la edad del resto arqueológico.
Es por ello que este método se aplica principalmente a las cerámicas. Durante su fabricación, el calentamiento que sufrieron en el horno liberó a todos los electrones de sus trampas cristalinas. Durante el enterramiento arqueológico, la radiación ambiental provocó la acumulación de los electrones en las trampas, de forma que el número de ellos – y por lo tanto la intensidad de emisión durante un calentamiento – es función del tiempo de enterramiento. Si en el laboratorio se controla la variación de la emisión de luz en función de la dosis recibida procedente de una fuente de emisión calibrada, y se obtiene la radiación ambiental en la zona de enterramiento a partir del análisis químico del terreno o mediante medidores calibrados, podemos obtener la edad de la cerámica. Al igual que en el caso del C14, hemos de tener en cuenta que lo que se data en este caso es el momento en que se fabricó la cerámica, no el momento en el que se produjo el enterramiento, aunque en general dicha diferencia temporal no es muy alta 
En la práctica para medir la termoluminiscencia de un mineral se necesitan hacer dos operaciones: El calentamiento de la muestra y la medida de la luz emitida. 
Se coloca la muestra en una placa calefactora. Seguidamente, se incrementa linealmente la temperatura en una atmósfera de nitrógeno, para evitar la acción de oxígeno en el aire, que podría provocar luz nociva a causa de la combustión de los restos orgánicos presentes en la muestra cerámica. 
La medida de la luz se consigue utilizando un fotomultiplicador, cuyo fotocátodo recoge los fotones despedidos por la muestra y los transforma en estímulos eléctricos. Estos impulsos componen una corriente que muestra el flujo luminoso producido por el mineral. Registrando esta corriente en el eje OY al mismo tiempo 	que la temperatura de calentamiento en el eje OX de un registrador, se tiene la curva llamada “termograma” cuya área es proporcional a la luz que emana el material. 
Además de a las cerámicas, esta técnica también se ha aplicado con éxito a vidrios, ladrillos y escorias de fundición, siendo también una técnica habitual en la autentificación de piezas cerámicas pertenecientes a colecciones de museos. El límite práctico de utilización es de unos 200.000 años.

## Datación por paleomagnetismo
A lo largo de la historia del planeta el campo magnético terrestre ha experimentado fluctuaciones considerables y aparentemente aleatorias, habiéndose producido además inversiones de la polaridad, las cuales han provocado que durante algunas épocas el polo norte magnético se situara en el polo sur geográfico y viceversa. La utilidad que esta propiedad del campo magnético terrestre tiene para la datación de restos arqueológicos es la siguiente: algunos minerales de arcilla se comportan como "pequeñas brújulas", pues su conformación magnética polar hace que se orienten hacia el polo norte magnético cuando se encuentran en suspensión libre en un medio acuoso. Si se produce su decantación y deposición en un sustrato fijo, su orientación fija en ese momento la situación que en el momento de la deposición tenía el polo norte magnético. Como existe un registro gráfico de las coordenadas geográficas en las que se ha situado el polo norte magnético a lo largo del tiempo, obtenido a partir de series sedimentarias arcillosas, podríamos en principio conocer el momento en que se produjo la deposición de la muestra a datar.
Este tipo de datación absoluta se aplica principalmente a los fondos arcillosos de decantación en talleres de fabricación de cerámicas, y en general a todo resto que tengamos constancia que se ha depositado libremente sobre un sustrato firme a partir de agua con alto contenido en arcillas. Para que este tipo de datación sea factible, se necesita que la muestra sea obtenida orientada, es decir, debemos conocer exactamente la orientación geográfica del resto arcilloso antes de llevarlo al laboratorio para su análisis. Además, como el polo norte magnético se ha situado varias veces en las mismas coordenadas geográficas, este tipo de datación más que una fecha única suele dar dos o tres edades posibles para el resto a datar, de las cuales la correcta se obtendrá a partir del contexto del yacimiento.

## Análisis de los sedimentos glaciares
Fue en 1878 cuando el geólogo sueco barón Gerard de Geer descubrió que los depósitos de arcilla se 
depositaban de manera uniforme en lagos y muy cerca de las orillas de los glaciares escandinavos, como consecuencia del retroceso de hielos desde el final de la última glaciación (aproximadamente hace 10 000 años). Observó, además, que el grosor de los estratos o "varvas" variaba de un año a otro, así, por ejemplo, en un año cálido el estrato era más grueso, mientras que era más 
fino cuando las condiciones climáticas frías. Así surgió el primer método geocronológico.
Este método de datación consiste en el recuento de los sucesivos depósitos de varvas y 
su comparación con las varvas de áreas próximas. Su aplicación sirvió para tener una cronología 
arqueológica en la región de Escandinavia como también en Norteamérica, aunque se plantean serias dificultades para establecer una comparación entre ambas regiones.